# 嬌蘭
嬌蘭（法語：Guerlain），是一家法国香水和化妆品品牌，是世界上最古老的香水品牌之一。嬌蘭創立於1828年，創辦人是法国调香師皮埃尔-弗朗索瓦·娇兰（Pierre-François Guerlain）。1853年，皮埃尔-弗朗索瓦为当时的皇帝拿破仑三世和皇后歐珍妮创造了古龙水帝王之水（Eau de Cologne Impériale），使娇兰成为了皇家御用调香师。直到1994年为止，娇兰都是家族持有，主调香师均为娇兰家族的男性。1994年，由酩悅·軒尼詩－路易·威登集團收购。
品牌最知名的香水有：1925的一千零一夜 (香水)、蓝调时光（L'Heure Bleue，1912)、蝴蝶夫人 (香水)等等。而在1889年推出的姬琪至今仍在发售，是现在世上最古老和依然在售的香水。現代香水中最受歡迎的：La Petite Robe Noire、Aqua Allegoria Herba Fresca、Insolence。